# I duetti di Teatro 10
I duetti di Teatro 10, pubblicato nel 1997, è una raccolta (solo CD) della cantante italiana Mina. Questo album non fa parte della discografia ufficiale di Mina, elencata nel sito web ufficiale dell'artista.

## Il disco
L'etichetta Suoni Rari, in collaborazione con la Mercury e la RAI, pubblica con tiratura limitata a 1 000 copie, alcuni fra i duetti più importanti di Mina in televisione dal vivo tratti dal varietà Teatro 10.
Mina, ad appena 21 anni nel 1961, dopo solo tre anni dal debutto, partecipa alla prima edizione di Studio Uno insieme a mostri sacri del varietà internazionale come Marcel Aumont, le Gemelle Kessler, Walter Chiari, Marc Ronay, Don Lurio e il Quartetto Cetra.
Con Studio Uno del 1965 Mina diventa la protagonista indiscussa del varietà televisivo, la sua popolarità raggiungerà livelli ineguagliati con le trasmissioni successive: Sabato sera, Canzonissima, Teatro 10 e Milleluci.

## Tracce
1. Medley: (con Gianni Morandi) - 5:20 - Tratte da: (Signori... Mina! vol. 4) 
  1. Intro/Reggio Emilia - 1:57 -
  2. Meglio sarebbe - 1:46 -
  3. L'uva fogarina (Teresina Imbriaguna) - 0:40 -
  4. Come porti i capelli bella bionda - 0:56 -
2. Medley: (con Milva e i Folkstudio Gospel) - 5:40 - Tratte da: (Signori... Mina! vol. 1) 
  1. Motherless child - 2:10 -
  2. Non arrenderti mai, uomo (Keep your hand on that plow) - 3:18 -
3. Medley: (con Johnny Dorelli) - 10:38 - 
  1. Che gelida manina (Johnny Dorelli) - 5:08 - (inedito su album) (Giacomo Puccini-Giuseppe Giacosa) Edizioni Ricordi
  2. Mi chiamano Mimì (Mina) - 5:44 - Tratta da: (Signori... Mina! vol. 4)
4. Medley: (con Giorgio Gaber) - 3:58 - Tratte da: (Signori... Mina! vol. 3) 
  1. Porta Romana (Giorgio Gaber) - 0:37 -
  2. La ballata del Cerutti (Mina & Giorgio Gaber) - 0:50 -
  3. Trani a go-go (Mina & Giorgio Gaber) - 0:39 -
  4. Barbera e champagne (Mina & Giorgio Gaber) - 1:00 -
  5. Il Riccardo (Mina & Giorgio Gaber) - 0:50 -
5. Medley: (con Lucio Battisti) - 8:35 - Tratte da: (Signori... Mina! vol. 1) 
  1. Insieme (Lucio Battisti) - 1:10 -
  2. Mi ritorni in mente (Mina & Lucio Battisti) - 1:00 -
  3. Il tempo di morire (Mina & Lucio Battisti) - 1:49 -
  4. E penso a te (Mina & Lucio Battisti)
  5. Io e te da soli (Lucio Battisti) - 0:33 -
  6. Eppur mi son scordato di te (Mina & Lucio Battisti) - 1:35 -
  7. Emozioni (Mina & Lucio Battisti) - 1:44 -
6. Medley: (con Fred Bongusto) - 7:48 - Tratte da: (Signori... Mina! vol. 1) 
  1. Quando mi dici così - 1:34 -
  2. Frida - 1:15 -
  3. Sei tu, sei tu - 1:34 -
  4. Doce doce - 2:04 -
  5. Spaghetti, insalatina e una tazzina di caffè a Detroit - 1:28 -
7. Balada para mi muerte (con Astor Piazzolla) - 3:58 - Tratta da: (Signori... Mina! vol. 3)
8. Parole parole (con Adriano Celentano e Alberto Lupo) - 2:28 - (inedito su album) (Leo Chiosso-Giancarlo Del Re-Gianni Ferrio) Edizioni PDU/Curci